# Silencio (sonido)

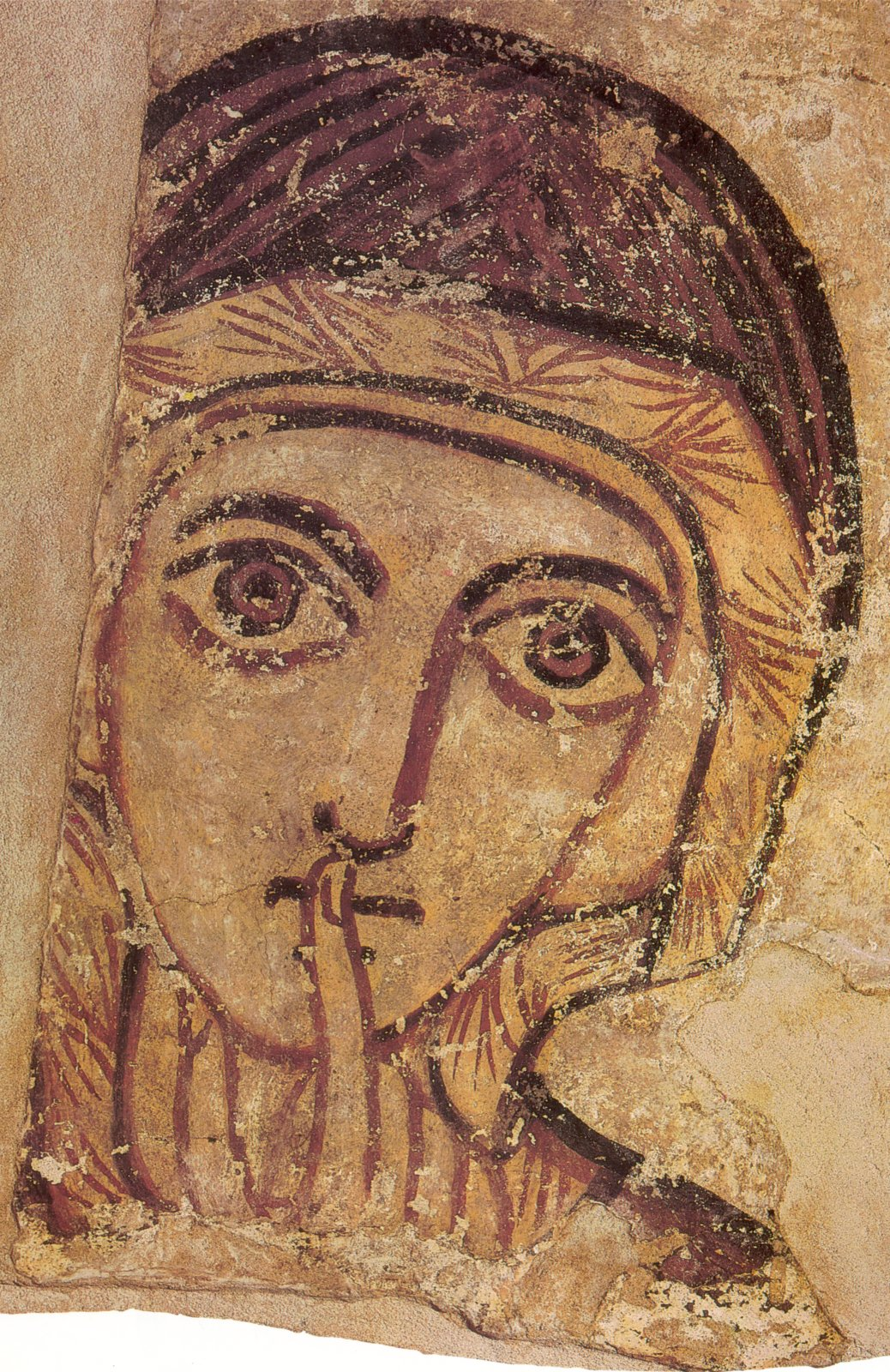
Temple copto,, Museo Nacional de Varsovia

El silencio es la ausencia total del sonido. También significa abstención de hablar, en el ámbito de la comunicación humana. Y sin embargo, que no haya sonido alguno no siempre quiere decir que no haya comunicación. 
El silencio ayuda en pausas reflexivas que sirven para tener más claridad de los actos. El silencio es igual de importante que el sonido, porque sin sonido no se podrían hacer silencios. 
En la música, por ejemplo, sin silencio las canciones serían muy rápidas y no habría tiempo para que respirara quien la está interpretando. Generalmente, el silencio sirve de pausa reflexiva tras una comunicación, para ayudar a valorar el mensaje. Más allá de la simple puntuación, el silencio puede utilizarse con una intención dramática, puesto que el silencio revaloriza los sonidos anteriores y posteriores. Así pues, el silencio puede ser silencio objetivo y silencio subjetivo.
- Silencio objetivo: Es la ausencia de sonido, sin más connotaciones.
- Silencio subjetivo: Es el silencio utilizado con una intención dramática.

El silencio en muchos aspectos de nuestra vida. 
El silencio nos ayuda a pensar en nosotros mismos, a comprender mejor la realidad. Sin ello no existiría, no puede existir sin el sonido. Es complementario. 
El silencio debe estar en muchos aspectos para proveer de belleza y comprensión profunda de las cosas, por ejemplo: en la música, en la comunicación, en nuestro ser.